# Vomp
Vomp es un municipio situado en el distrito de Schwaz, en el estado de Tirol, Austria. Tiene una población estimada, a inicios de 2024, de 5508 habitantes.
Está ubicado en el centro-este del estado, al este de la ciudad de Innsbruck —la capital del estado— y cerca de la frontera con Alemania (estado de Baviera), al norte, e Italia, al sur.